# Tachydiopsis cyclopoides
Tachydiopsis cyclopoides är en kräftdjursart som beskrevs av Georg Ossian Sars 1911. Tachydiopsis cyclopoides ingår i släktet Tachydiopsis, och familjen Tisbidae. Arten har ej påträffats i Sverige.